# Saison 2023-2024 du C' Chartres Métropole handball
Chronologie
Saison 2022-2023 Saison 2024-2025
Dernière mise à jour : 27 juin 2024.
La saison 2023-2024 du C' Chartres Métropole handball est la cinquième saison consécutive du club en première division, la sixième de son histoire.

## Avant-saison

### Objectif et budget
L'entraîneur Nebosja Stojinovic déclare en août 2023 : « On veut être dans les 8 premiers ».

### Transferts de joueurs
À la suite des départs des deux gardiens, Grahovac et Meyer, ainsi que de Vium et Saussay, le CCMHB recrute l'ailier droit international jeune français du Paris SG, Valentin Bzdynga, et le gardien de but serbe Milan Bomastar,,. De plus, Zoran Radic, formé au club et jusqu'à présent troisième gardien, paraphe son premier contrat professionnel,,.
| Départs                |      |                            |              |                |
| Nom                    | Nat. | Destination                | Poste        | Raison         |
| Nebojša Grahovac       |      | retraite ?                 | gardien      | fin de contrat |
| Julien Meyer           |      | Kadetten Schaffhouse       | gardien      | fin de contrat |
| Morten Vium            |      | Skjern Håndbold            | ailier droit | fin de contrat |
| Marc-Alexandre Saussay |      | HC Cournon-d’Auvergne (N1) | demi-centre  | ?              |
| Arrivées               |      |                            |              |                |
| Nom                    | Nat. | Provenance                 | Poste        | Durée          |
| Milan Bomastar         |      | IFK Skövde                 | gardien      | 3 ans          |
| Valentin Bzdynga       |      | Chambéry SMB               | ailier droit |                |

En octobre 2023, le jeune Yanis Busselier demande à rompre son contrat, récemment prolongé jusqu’en 2025, faute de temps de jeu suffisant. Le CCMHB accepte et le joueur rejoint alors Cherbourg en Proligue.

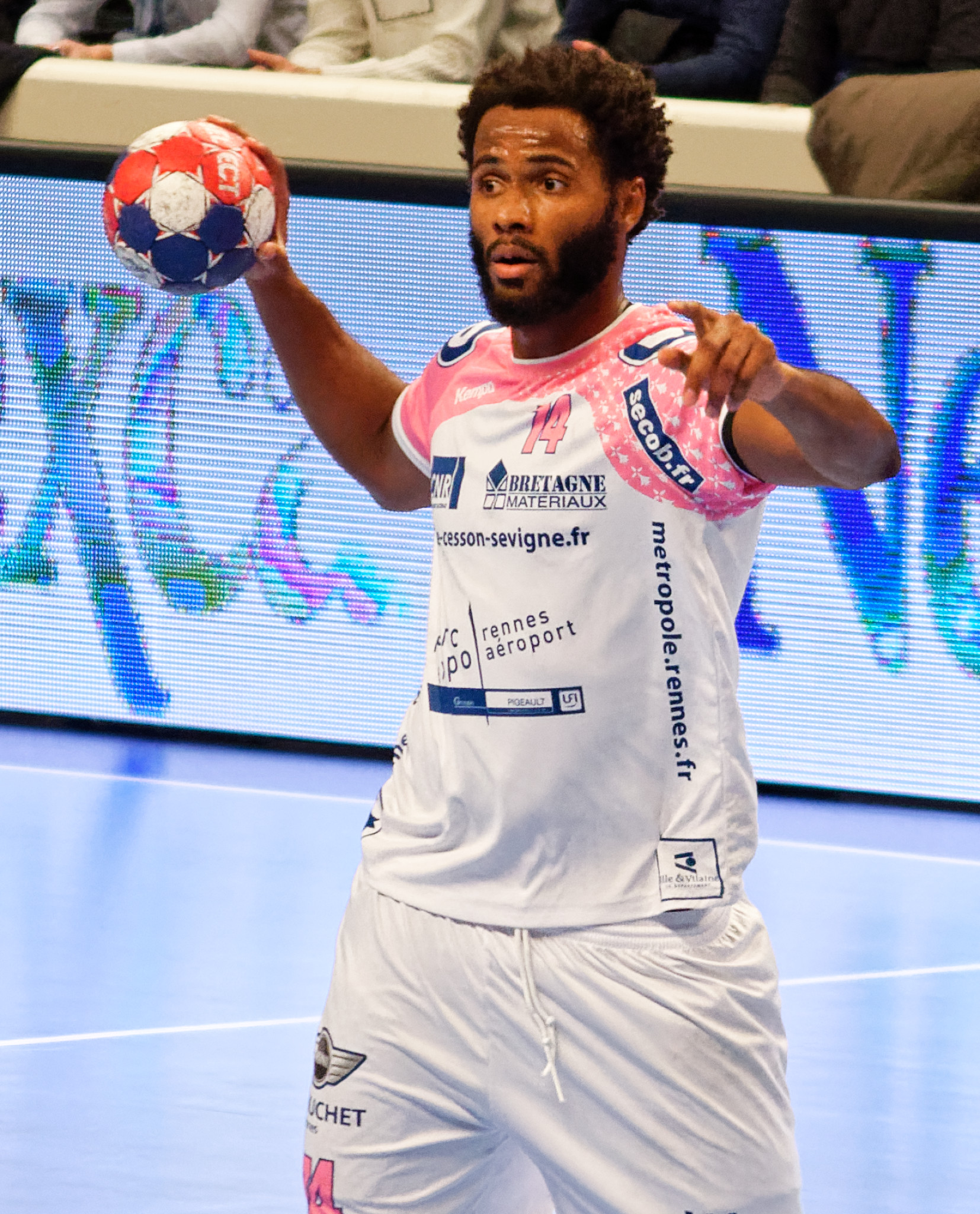
Wilson Davyes, ici en 2015 avec Cesson-Rennes, rejoint Chartres mi-décembre en tant que joker.

À la suite de la blessure longue durée de Matic Groselj et des indisponibilités de Figueras et Koudinov, le club chartrain décide de recruter un joker. Mi-décembre, l'ex-international portugais Wilson Davyes rejoint Chartres jusqu'à la fin de saison, après l'avoir débuté dans le club macédonien de Bitola et notamment en Ligue des champions.

### Pré-saison
Lors de la préparation estivale, Chartres dispute plusieurs tournois et matchs amicaux. Leur début de préparation est réussi avec trois victoires en autant matchs, dont une de prestige face au Sporting Portugal.

## Personnalités

### Staff technique
Initialement annoncé pour ce début de saison 2023-24, Nebojša Stojinović est promu entraîneur principal et Amor Khedira son adjoint dès mi-avril 2023.
Déjà présent en fin de saison, Thierry Anti devient consultant du club et apporte son expertise pendant deux ans, pour soutenir le club tant sur le plan sportif que le développement général.

### Effectif professionnel
Quatorze des seize joueurs professionnels présents portent déjà les couleurs chartraines en 2022-2023. Les deux seules recrues sont le gardien serbe Milan Bomastar et l’ailier du PSG, Valentin Bzdynga.

## Compétitions

### Championnat

#### Résultats
Les Chartrains ouvrent le championnat par la réception de Montpellier (7 septembre). Les Héraultais s'imposent facilement sur le parquet de Chartres (22-38), tuant tout suspense en première période, avec un 9-22 au terme des trente premières minutes.
Le mois de septembre est ensuite composé de deux déplacements à Limoges (J2) et Toulouse (J4) mais aussi de l’accueil de Dijon (J3),. Limoges s'offre un festival offensif contre Chartres (39-34). Lors de la troisième journée, Chartres décroche sa première victoire de la saison et domine Dijon sans trembler (33-27) avec 7 buts de Vanja Ilic. Cela avant de s'incliner contre Toulouse (33-30).
À l'occasion de la cinquième journée, Chartres signe la seule victoire à l'extérieur de la soirée face à Pays d'Aix (24-27). Mais le CCMHB ne peut enchaîner, à cause de la réception de l'ogre PSG facile vainqueur à Chartres (27-34, 10-21 à la mi-temps), qui rebondit ensuite face à contre Ivry (29-24). Nantes prend ensuite le dessus sur le club eurélien (33-25) puis Chambéry met fin à trois revers de rang en s'imposant à Chartres (22-27), grâce notamment aux 19 arrêts de son jeune gardien bosnien Harun Hodžić. Puis c'est au tour de Créteil de se défaire des Chartrains (40-35). Au terme d'un match accroché, Saint-Raphaël s'impose ensuite de justesse sur le terrain du CCMHB (24-27) début décembre, et Dunkerque s'impose contre Chartres 32 à 28 la semaine suivante.
Après l'élimination en Coupe de France, Chartres continue sa série de défaites en recevant Nîmes (27-30) et son gardien slovène Joze Baznik (14 arrêts à 35 %). Pour la dernière journée avant la trêve hivernale, dans un duel du bas de tableau et derby face à Saran, Chartres s'impose chez son voisin 32-35. Après avoir perdu sept rencontres d'affilée, toutes compétitions confondues, les Chartrains se donnent de l'air dans la course au maintien.
Pour le retour de la Liqui Moly Starligue début février 2024 après l'Euro, Chartres est lourdement défait chez le PSG (44-30). Chartres domine ensuite Dunkerque, 29 à 26, dans une rencontre de milieu de classement. Le CCMHB enchaîne et obtient le match nul à Nantes, deuxième du classement (28-28) et monte à la treizième place. Lors de la 19e journée de Starligue, Chartres crée la surprise sur le parquet de Chambéry (25-30), enchaîne un troisième match sans défaite, monte à la onzième place avec sept points d'avance sur le premier relégable. Les Euréliens enchaînent contre l'avant-dernier, Créteil (29-26).
Pour la 21e journée de Liqui Moly Starligue, Chartres s'incline à domicile contre Cesson-Rennes (31-39), alors qu'il mène à la pause (21-19), puis à Montpellier (39-36). Les Chartrains restent douzièmes au classement, avec 17 points. Le CCMHB est défait à domicile par Limoges (32-40) pour sa première au Colisée, puis à Dijon qui obtient seulement sa troisième victoire de la saison (34-32) et laisse Chartres toujours douzième. L'équipe poursuite sa mauvaise série contre Pays d'Aix (8e, 31-32) et Toulouse (31-34).
En ouverture de la 28e journée de la Starligue, mi-mai 2024, le C'Chartres MHB s'impose à Ivry (32-33) dans un duel de mal classés et interrompt une série de sept défaites. L'équipe conclue sa saison à domicile par une défaite dans le derby contre Saran, premier relégable (30-34).

#### Classement finale
Extrait du classement de D1 2023-2024
|    | Équipe                     | Pts | J  | G  | N | P  | Bp  | Bc   | Diff | Dép |
| -- | -------------------------- | --- | -- | -- | - | -- | --- | ---- | ---- | --- |
| 10 | Dunkerque HGL              | 26  | 30 | 12 | 2 | 16 | 911 | 930  | -19  | /   |
| 11 | Cesson Rennes MHB          | 23  | 30 | 10 | 3 | 17 | 885 | 909  | -24  | /   |
| 12 | C' Chartres MHB            | 20  | 30 | 9  | 2 | 19 | 890 | 966  | -76  | /   |
| 13 | US Ivry                    | 16  | 30 | 7  | 2 | 21 | 882 | 939  | -57  | +2  |
| 14 | US Créteil                 | 16  | 30 | 5  | 6 | 19 | 893 | 991  | -98  | -2  |
| 15 | Saran Loiret Handball P    | 15  | 30 | 6  | 3 | 21 | 855 | 954  | -99  | /   |
| 16 | Dijon Métropole Handball P | 10  | 30 | 4  | 2 | 24 | 907 | 1038 | -131 | /   |

### Coupe de France
Pour sa première rencontre officielle de la saison, le CCMHB se rend la direction de Pontault-Combault (ProLigue) pour les seizièmes de finale de la Coupe de France,. Au tour suivant, les Chartrains sont opposés à Toulouse. Mi-décembre, la logique est respectée entre Toulouse, cinquième de Starligue et Chartres, treizième. Les Occitans dominent dès les premières minutes pour ne plus jamais lâcher et s'imposent logiquement (33-27).
| Date                   | Club recevant              | Score   | Club visiteur   |
| ---------------------- | -------------------------- | ------- | --------------- |
| 30 août 2023, 20 h 45  | Pontault-Combault Handball | 30 – 33 | C' Chartres MHB |
| 12 décembre 2023, 20 h | C' Chartres MHB            | 27 – 33 | Fenix Toulouse  |

### Calendrier complet
| Compétition          | Journée / tour | Date                | Domicile             | Score   | Extérieur       |
| -------------------- | -------------- | ------------------- | -------------------- | ------- | --------------- |
| Coupe de France      | 16e de finale  | 30 août 2023        | Pontault-Combault HB | 30 - 33 | C' Chartres MHB |
| Liqui Moly StarLigue | J01            | jeu. 07 sept. 20h00 | Chartres             | 22 - 38 | Montpellier     |
| Liqui Moly StarLigue | J02            | jeu. 14 sept. 20h00 | Limoges              | 39 - 34 | Chartres        |
| Liqui Moly StarLigue | J03            | ven. 22 sept. 20h00 | Chartres             | 33 - 27 | Dijon           |
| Liqui Moly StarLigue | J04            | ven. 29 sept. 20h00 | Toulouse             | 33 - 30 | Chartres        |
| Liqui Moly StarLigue | J05            | ven. 06 oct. 19h00  | Aix                  | 24 - 27 | Chartres        |
| Liqui Moly StarLigue | J06            | dim. 15 oct. 17h00  | Chartres             | 27 - 34 | Paris           |
| Liqui Moly StarLigue | J07            | jeu. 19 oct. 20h30  | Cesson-Rennes        | 27 - 28 | Chartres        |
| Liqui Moly StarLigue | J08            | ven. 27 oct. 20h00  | Chartres             | 29 - 24 | Ivry            |
| Liqui Moly StarLigue | J09            | ven. 10 nov. 20h30  | Nantes               | 33 - 25 | Chartres        |
| Liqui Moly StarLigue | J10            | ven. 17 nov. 20h00  | Chartres             | 22 - 27 | Chambéry        |
| Liqui Moly StarLigue | J11            | ven. 24 nov. 20h30  | Créteil              | 40 - 35 | Chartres        |
| Liqui Moly StarLigue | J12            | ven. 01 déc. 20h00  | Chartres             | 24 - 27 | Saint-Raphaël   |
| Liqui Moly StarLigue | J13            | ven. 08 déc. 20h00  | Dunkerque            | 32 - 28 | Chartres        |
| Coupe de France      | 8e de finale   | 12 décembre 2023    | C' Chartres MHB      | 27 - 33 | Fenix Toulouse  |
| Liqui Moly StarLigue | J14            | ven. 15 déc. 19h00  | Chartres             | 27 - 30 | Nîmes           |
| Liqui Moly StarLigue | J15            | mer. 20 déc. 20h00  | Saran                | 32 - 35 | Chartres        |
| Liqui Moly StarLigue | J16            | ven. 09 févr. 20h00 | Paris                | 44 - 30 | Chartres        |
| Liqui Moly StarLigue | J17            | ven. 16 févr. 20h00 | Chartres             | 29 - 26 | Dunkerque       |
| Liqui Moly StarLigue | J18            | ven. 23 févr. 20h00 | Chartres             | 28 - 28 | Nantes          |
| Liqui Moly StarLigue | J19            | dim. 03 mars 18h00  | Chambéry             | 25 - 30 | Chartres        |
| Liqui Moly StarLigue | J20            | ven. 08 mars 20h00  | Chartres             | 29 - 26 | Créteil         |
| Liqui Moly StarLigue | J21            | ven. 22 mars 20h00  | Chartres             | 31 - 39 | Cesson-Rennes   |
| Liqui Moly StarLigue | J22            | sam. 30 mars 20h00  | Montpellier          | 39 - 36 | Chartres        |
| Liqui Moly StarLigue | J23            | ven. 05 avril 20h00 | Chartres             | 32 - 40 | Limoges         |
| Liqui Moly StarLigue | J24            | ven. 12 avril 20h30 | Dijon                | 34 - 30 | Chartres        |
| Liqui Moly StarLigue | J25            | mer. 17 avril 20h00 | Chartres             | 31 - 32 | Aix             |
| Liqui Moly StarLigue | J26            | ven. 26 avril 20h00 | Nîmes                | 31 - 29 | Chartres        |
| Liqui Moly StarLigue | J27            | ven. 03 mai 20h00   | Chartres             | 31 - 34 | Toulouse        |
| Liqui Moly StarLigue | J28            | jeu. 16 mai 20h30   | Ivry                 | 32 - 33 | Chartres        |
| Liqui Moly StarLigue | J29            | ven. 24 mai 20h00   | Chartres             | 30 - 34 | Saran           |
| Liqui Moly StarLigue | J30            | ven. 31 mai 20h45   | Saint-Raphaël        | 35 - 35 | Chartres        |

## Statistiques et récompenses

### Membre du «7 de la semaine»
Lors de la troisième journée de Starligue contre Dijon (33-27), Chartres décroche son premier succès de la saison, porté par son ailier buteur : 7/8 pour le droitier serbe du C'CMHB Vanja Ilic, membre du « 7 de la semaine » de Liqui Moly Starligue. Deux semaines plus tard et le succès chez Pays d'Aix, Chartres place ses deux joueurs serbes dans l'équipe de la journée : l'ailier gauche Vanja Ilic (9/13 au shoot) et le rugueux défenseur Ilija Abutovic. Chartres garde le rythme d'une victoire toutes les deux-trois semaines, dont Ivry fait les frais, écœuré par le jeune gardien serbe Milan Bomastar avec 13 arrêts à 42 % et dans le « 7 de la semaine » pour la huitième journée.
Ilic signe une troisième présence grâce à ses cinq buts dont trois dans les dix dernières minutes du succès à Chambéry lors de la 19e journée.
Après une série de sept défaites, Milan Bomastar (17 arrêts dont six sur penalty) et son jeune coéquipier tunisien Yassine Ben Salem (8 sur 9 au tir) participe à la victoire à Ivry (32-33).
Résumé :
- Vanja Ilic : 3 fois (J3, J5 et J19)
- Ilija Abutovic : 1 fois (J5)
- Milan Bomastar : 2 fois (J8 et J28)

En fin de saison, le jeune Yassine Ben Salem est nommé au Trophées LNH 2024 du meilleur espoir.

### Sélections nationales
Début novembre 2023, quatre joueurs de l'effectif chartrain sont appelé à représenter leur pays. Les serbes Vanja Ilic et Milan Bomastar ainsi que le bulgare Svetlin Dimitrov pour des matchs amicaux, et le pivot espagnol Adria Figueras pour disputer la Golden League. Yassine Ben Salem, joueur du centre de formation, connaît aussi sa première convocation en équipe de Tunisie. Son collègue Hunor Hermann monte lui en sélection U21 hongroise.
Fin décembre, certains joueurs de l'équipe rejoignent leur sélection nationale afin de se préparer pour l'Euro ou la CAN 2024. Vanja Ilic, Milan Bomastar et Ilija Abutović sont convoqués en équipe de Serbie et Figueras avec l'Espagne. Le sélectionneur de la Tunisie convoque les frères Ben Salem du centre de formation, Yassine en équipe A et Amine dans le groupe B.
En mars 2024, Vanja Ilic et Milan Bomastar (Serbie), Vadim Gayduchenko (Biélorussie), Svetlin Dimitrov (Bulgarie), Adrian Figueras (Espagne), Naël Tighiouart (débuts avec les U21 français) et Koussay Ben Fraj (centre de formation, Tunisie) sont appelés en sélection pour la semaine de trêve internationale.
En fin de saison, le gardien Tom Dufour rejoint l’équipe de France universitaire pour un stage préparatoire au Championnat du monde UNSS, Naël Tighiouart est sélectionné avec la France U21 en préparation de l’EHF Euro et Effadi Agbaglo pour la première fois avec la France U19.